# Paratettix latipennis
Paratettix latipennis är en insektsart som beskrevs av Hancock, J.L. 1915. Paratettix latipennis ingår i släktet Paratettix och familjen torngräshoppor. Inga underarter finns listade i Catalogue of Life.